# Tropidion intermedium
Tropidion intermedium là một loài bọ cánh cứng trong họ Cerambycidae.